# Seznam mest v Indiani
Seznam mest v Indiani.
| - Alexandria, Indiana - Anderson, Indiana - Angola, Indiana - Attica, Indiana - Auburn, Indiana - Aurora, Indiana - Batesville, Indiana - Bedford, Indiana - Beech Grove, Indiana - Berne, Indiana - Bicknell, Indiana - Bloomington, Indiana - Bluffton, Indiana - Boonville, Indiana - Brazil, Indiana - Butler, Indiana - Cannelton, Indiana - Carmel, Indiana - Charlestown, Indiana - Clinton, Indiana - Columbia City, Indiana - Columbus, Indiana - Connersville, Indiana - Covington, Indiana - Crawfordsville, Indiana - Crown Point, Indiana - Decatur, Indiana - Delphi, Indiana - Dunkirk, Indiana - East Chicago, Indiana | - Elkhart, Indiana - Elwood, Indiana - Evansville, Indiana - Fort Wayne, Indiana - Frankfort, Indiana - Franklin, Indiana - French Lick, Indiana - Garrett, Indiana - Gary, Indiana - Gas City, Indiana - Goshen, Indiana - Greencastle, Indiana - Greendale, Indiana - Greenfield, Indiana - Greensburg, Indiana - Greenwood, Indiana - Hammond, Indiana - Hartford City, Indiana - Hobart, Indiana - Huntingburg, Indiana - Huntington, Indiana - Indianapolis - Jasonville, Indiana - Jasper, Indiana - Jeffersonville, Indiana - Jonesboro, Indiana - Kendallville, Indiana - Knox, Indiana - Kokomo, Indiana - Lafayette, Indiana | - Lake Station, Indiana - La Porte, Indiana - Lawrence, Indiana - Lawrenceburg, Indiana - Lebanon, Indiana - Ligonier, Indiana - Linton, Indiana - Logansport, Indiana - Loogootee, Indiana - Madison, Indiana - Marion, Indiana - Martinsville, Indiana - Michigan City, Indiana - Mishawaka, Indiana - Mitchell, Indiana - Monticello, Indiana - Montpelier, Indiana - Mount Vernon, Indiana - Muncie, Indiana - Nappanee, Indiana - New Albany, Indiana - New Castle, Indiana - New Haven, Indiana - Noblesville, Indiana - North Vernon, Indiana - Oakland City, Indiana - Peru, Indiana - Petersburg, Indiana - Plymouth, Indiana - Portage, Indiana | - Portland, Indiana - Princeton, Indiana - Rensselaer, Indiana - Richmond, Indiana - Rising Sun, Indiana - Rochester, Indiana - Rockport, Indiana - Rushville, Indiana - Salem, Indiana - Scottsburg, Indiana - Seymour, Indiana - Shelbyville, Indiana - South Bend, Indiana - Southport, Indiana - Sullivan, Indiana - Tell City, Indiana - Terre Haute, Indiana - Tipton, Indiana - Union City, Indiana - Valparaiso, Indiana - Vincennes, Indiana - Wabash, Indiana - Warsaw, Indiana - Washington, Indiana - West Lafayette, Indiana - Whiting, Indiana - Winchester, Indiana - Woodburn, Indiana |